# Nordiske korstog
|  | Sammenskrivningsforslag Artiklen Baltiske korstog er foreslået føjet ind i Nordiske korstog. (Siden august 2020) Diskutér forslaget |

De nordiske korstog var korstog foretaget af kongerne i Danmark, Sverige og den tyske Sværdbroderorden samt den Tyske Orden med henblik på at underkue og kristne de hedenske baltiske stammer langs de sydlige og østlige kyster af Østersøen. Svenske og tyske krige mod de ortodokse riger øst for de baltiske kystområder regnes undertiden også med til de nordiske korstog.

## Baggrund
Det officielle starttidspunkt for de nordlige korstog var Pave Celestin 3.s opfordring i 1193; men allerede tidligere havde de kristne nordiske riger og Det Tysk-romerske Rige foretaget angreb på deres hedenske naboer i den hensigt at underkue dem. De hedenske folkeslag for disse tidlige korstog var:
- Vender, sorber og obotriter bosatte mellem Elben og Oder,
- forskellige folkeslag i (nutidens) Finland: i 1154 (finner; omtvisted), 1249 (tavaster) og 1293 (finske kareler),
- Liver, latgallianere, selonianere og estere (1193-1227),
- Semigallianere og kurlændinge (1219-1290),
- Preussere,
- Litauere og samogitere (uden fremgang, 1236-1316).

Bevæbnede konflikter mellem finner, baltere og slaver bosatte ved Østersøens sydlige og østlige kyster og deres naboer, daner og tyskere, bosatte mod vest og nord var forekommet flere gange forud for korstogene. Disse tidlige krigstog var ofte rettede mod fæstninger og handelsruter med henblik på at opnå økonomisk herredeømme, og korstogene havde i vid udstrækning den samme karakter, omend nu med pavens tilslutning og støttet af pavens riddere og bevæbnede munke.

## Vendiske korstog
Korstogsvirksomheden startede i 1147 mod slaverne (eller "venderne") langs den sydlige Østersøkyst på samme tid, som der afholdtes 2. korstog til Det hellige Land.

## Liviske Korstog
I det 12. århundrede udgjorde befolkningen bosat langs den baltiske østkyst en hedensk kile mellem de stadigt stærkere kristne stater, de ortodokse mod øst, de romerskkatolske mod vest. Forskelle mellem de to kristne trosretninger var en del af forklaringen på den manglende effektive forkristning af området. Gennem de 150 år, der gik forud for tyskernes ankomst, var esterne gentagne gange blevet angrebne fra russisk side, enkelte gange tillige fra dansk og svensk side. Esterne på deres side rettede gentagne angreb mod Danmark og Sverige. Der blev gjort enkelte fredelige forsøg på at missionere blandt balterne ved Adalbert, ærkebiskop af Bremen i 1045-1072, men med meget lille succes.

### Korstogene mod liverne (1198-1212)
Under rejse med tyske købmænd, der fulgte de gamle handelruter fra vikingetiden, ankom en munk ved navn Meinhard i 1180 til udmundingen af Daugava og blev udnævnt til biskop i 1186. Pave Celestine 3. erklærede et korstog imod de hedenske baltere i 1193, og en korsfarerekspedition under ledelse af Meinhards efterfølger, biskop Berthold af Hanover, ankom til Livland i 1198. Selv om korsfarerne vandt deres første slag, blev biskop Berthold dødeligt såret og korsfarerne dermed slået tilbage.
I 1199 blev Albert af Buxhoeveden udpeget af ærkebiskop Hartwig 2. af Bremen til at forestå en forkristning af de baltiske områder. Da Albert døde 30 år senere, var besættelsen og den formelle forkristning af estiske og liviske områder afsluttet. Albert indledte sin opgave med en rundrejse i riget, hvor han prædikede for korstog mod de baltiske lande og med større fra en pavebulle, hvori det blev sagt, at kampe mod de baltiske hedningen var af ligeså stor betydning som deltagelse i korstog til Det hellige Land. Han ankom til Daugavas munding i år 1200 med blot 23 skibe og 500 soldater, men biskoppens virksomhed sikrede en vedvarende tilstrømning af nye rekrutter. De tidligste korsfarere kom sædvanligvis om foråret for at deltage i korstogskampe men vendte tilbage til deres hjem igen om efteråret. For at sikre en vedvarende militær tilstedeværelse i området oprettede Albert Sværdbroderordenen i 1202. Med oprettelsen af et marked i Riga i 1201 sikrede biskop Albert tillige tilstrømning af nye indbyggere og en økonomisk velstand for området. På Alberts anmodning blev hele det nordlige baltiske område dediceret til Jomfru Maria under navnet "Terra Mariae" eller "Terra Mariana" (den estiske udgave af navnet, Marjamaa, anvendes endnu i dag).
I 1206 undertvang korsfarerne den liviske fæstning Turaida på Gauja-flodens højre bred. Det var fra gammel tid en handelsvaj til de norvestlige Rus. For tillige at sikre kontrollen over den venstre bred af Gauja, opførtes en stemborg i Sigulda inden 1210. I 1211 havde den liviske provins Metsepole (nu – Limbaži district) med en blandet livisk og latgallisk befolkning med Idumea (nu -Straupe) antaget den romerskkatolske tro. Det sidste slag mod liverbe var erobringen af folkeborgen Satezele nær Sigulda i 1212. Liverne, som havde betalt tribut til det østslaviske Polotsk, anså i begyndelsen tyskerne som ønskelige allierede. Den første prominente liver, der blev kristnet, var lederen Kaupo af Turaida. I takt med at tyskerne strammede deres greb, gjorde liverne oprør imod korsfarerne og deres kristnede leder, men oprøret blev slået ned. Kaupo af Turaida forblev en allieret til korsfarerne til sin død under Slaget på St. Matthæus' Dag i 1217.
De tyske korsfarere indrullede nykristnede liviske soldater til deltagelse i deres kampagner mod latgallianere og selonianere (1208-1209), estere (1208-1227) og senere mod semigallianere og ẑemaitianere (1219-1290).

### Korstog mod Latgallianere og selonianere (1208-1224)
Efter underkuelse af liverne vendte korsfarerne deres opmærksomhed mod de latgalliske områder mod øst langs floderne Gauja og Daugava. Den militære alliance i 1208 og siden conversionen fra Græsk Ortodoksisk til Romersk katholsk tro for Tālava-området var den eneste fredelige underkuelse af baltiske stammer under de nordlige korstog. Lederen af Tālava Tālivaldis (Talibaldus de Tolowa) blev de tyske korsfareres mest loyale allierede i korstogene mod esterne, han døde i 1215 som katolik og som martyr. Krigene mod latgallianske og selonianske områder langs Daugava begyndte i 1208 med besættelsen af det orthodoxe Koknese og den selonianske folkeborg Sēlpils. Kampagnen fortsatte i 1209 med et angreb på det orthodox Jersika (kendt som Lettia), der af korsfarerne blev beskyldt for at være allierede med de litauiske hedninger. Efter sit nederlag blev kongen af Jersika Visvaldis en vasal under biskoppen af Livland og fik dele af sit land (sydlige Latgale) som vasalstat. Den selonianske fæstning Sēlpils var kortvarigt sæde for det selonianske bispedømme (1218-1226), derefter underlagt Den Liviske Orden. Først i 1224, med delingen af landene Tālava og Adzele mellem biskoppen af Rīga og Sværdbroderordenen kom de latgallianske lande endeligt i de tyske besættelsesstyrkers besiddelse. Området for det tidligere Jersika blev delt mellem biskoppen af Rīga og Sværdbroderordenen i 1239.

### Korstog mod esterne (1208-1227)
I 1208 var tyskerne stærke nok til at indlede korstogsvirksomhed mod esterne, der på daværende tidspunkt var opdelt i otte større og adskillige mindre lande ledet af ældste og med meget lidt indbyrdes samvirke. I 1208-1227 skete krigstogter gennem livernes, de nordlige latgalliers og esternes lande, normalt med livere og latgallier som allierede med korsfarerne og med lederne af Polotsk og Pskov som allierede på begge sider til ulige tider. Folkefæstninger, der udgjorde nøglecentrene i de estiske lande, blev belejrede og erobrede gentagne gange. En våbenhvile mellem de krigstrætte parter blev indgået for tre år (1213-1215) og viste sig mest fordelagtig for tyskerne, som styrkede sine politiske positioner, hvorimod esterne ikke formåede at udvikle deres systemer af løse alliancer til en samlet stat. Den liviske leder Kaupo blev dræbt i et slag nær Viljandi (Fellin) den 21. september 1217, men slaget endte med et afgørende nederlag til esterne, hvis leder Lembitu ligeledes blev dræbt. Fra 1211 omtaltes han i de tyske krøniker som en fremstående estisk ældre og som ledende figur i den estiske modstandskamp.
Også kongerne i de kristnede lande Danmark og Sverige blev inddragne i kampen om at besætte de østlige kyster af Østersøen. Svenskerne foretog dog kun et enkelt togt til det vestlige Estland, der førte til Slaget ved Lihula i 1220, mens den danske flåde under kong Valdemar Sejr i 1219 var landet ved den nordlige kyst nær Lindanisse og her vandt en afgørende sejr. Efter Slaget ved Lyndanisse oprettede danskerne en fæstning, der blev belejret af esterne i 1220 og 1223, men modstå belejringen. I løbet af de følgende år kom hele den nordlige del af det estiske område under dansk kontrol og førte til oprettelsen af Hertugdømmet Estland.
Det sidste estiske område, der stod imod angriberne, var øen Saaremaa, hvis flåde havde kunnet foretage angreb på både Danmark og Sverige i de samme år, den tyske korstogsvirksomhed var foregået. En hær på 20.000 mand under ledelse af pavens legat Wilhelm af Modena overskred det frosne hav om vinteren, i januar 1227, da Saaremaa-flåden var forhindret i sin virksomhed af den frosne is. Efter undertvingelsen af esterne drog korsfarerne sydpå og fortsatte deres virksomhed nu mod kurlændinge og semigallianere, og mod baltiske stammer bosatte syd og vest for Daugava.

### Korstog mod kurlændinge og semigallianere (1201-1290)
Allerede i 1201 begyndte kurlændinge at kriges mod korsfarerne ved gentagne gange at angribe Riga i 1201 og 1210, men Biskop Albert regnede Kurland som den danske konge Valdemar Sejrs område og startede ingen større kampagner imod dem. Først efter hans død sluttede korsfarerne en aftale om fredelig undergivelse af Vanemane i 1230, et område med en blandet befolkning af kurlændinge og liver i det nordøstlige Kurland. Samme år ophævede imidlertid pavens vice-legat Baldouin af Alnea aftalen og sluttede i stedet en aftale med lederen af det centrale Kurland Lamekins (Lammechinus rex), hvorved hans rige blev overdraget paven og med Baldouin som pavens delegat i Kurland og biskop af Semigallien. Dette førte imidlertid til en klage over Baldouin fra korsriddernes side til den romerske kuria, og i 1234 fjernede pave Gregor 9. ham som sin delegat.
Efter det fatale nederlag i Slaget ved Saule til ẑemaitianere og semigallianerne blev resterne af Sværdbroderordenen reorganiseret i 1237 som en underafdeling af den Tyske Orden under betegnelsen Den Liviske Orden. I 1242 under lederskab af ordensmester i Den Liviske Orden Andrew af Groningen påbegyndte korsfarerne en militær underkuelse af hele Kurland. De slog kurlændingene så langt som til Embūte og opførte deres hovedfæstning i Kuldīga. Pave Innocent 4. tildelte i 1245 Den Liviske Orden to tredjedele af det erobrede Kurland, mens en tredjedel tilfaldt Bispedømmet Kurland.
I Slaget ved Durbė vandt ẑemaitianernes og kurlændernes hærstyrker de forenede hærstyrker fra De Liviske Orden og den Tyske Orden i 1260. Først i 1267 lykkedes det korsfarerne endegyldigt at underkue kurlændingene og indgå en fred, der fastlagde rettigheder og pligter for de nedkæmpede rivaler. De sydlige dele af deres områder med områderne (Ceklis og Megava), blev forenede under styret for Storfyrstendømmet Litauen.
Underkuelsen af de semigalliske lande started i 1219, da korsriddere fra Rīga besatte Mežotne, den vigtigste havn ved Lielupe vandvejen, og oprettede Bispedømmet Semigallien. Efter flere mislykkede kampagner mod den hedenske hertug af semigallerne, Viestards, og dennes allierede ẑemaitianere besluttede den romerske kurie at opgive Bispedømmet Semigallien i 1251 og dele dets områder mellem Rīga bispedømme og Den Liviske Orden. I 1265 opførtes en fæstning af sten ved floden Lielupe nær Jelgava, der skulle blive udgangspunkt for korstogene imod semigallierne. I 1271 blev den vigtige folkeborg i Tērvete erobret, men semigallierne under hertug Nameisis gjorde oprør i 1279, efter at litauerne havde besejret Den Liviske Ordens hær i Slaget ved Aizkraukle. Semigalliske styrker under hertug Nameisis angreb uden fremgang Rīga i 1280, som svar herpå belejrede 14,000 korsfarere Turaida slottet i 1281. For at nedkæmpe de andre semigalliske folkeborge byggede ordensmesteren Villekin af Endorpe en fæstning kaldet Heiligenberg tæt på Tērvete slottet i 1287. I 1287 gjorde semigallierne et nyt forsøg på at erobre Rīga, men uden fremgang. Da de vendte hjem, blev de angrebet af riddere fra Den Liviske Orden, men disse blev besejret i Slaget ved Garoza, hvor både ordensmesteren Villekin og mindst 35 riddere døde. Den nye ordensmester Cuno af Haciginstein organiserede en sidste kampagne imod semigallierne i 1289 og 1290, hvor folkeborgene Dobele, Rakte og Sidarbe blev erobrede og de fleste semigalliske krigere tilsluttede sig ẑemaitianernes og litauernes styrker.

## Preussen og Litauen

### Konrad af Masoviens kampe
Konrad I af Masovien, polsk hertug, forsøgte uden held at erobre det hedenske Preussen i korstog i 1219 og 1222. Efter råd fra den første preussiske biskop, Christian af Oliva, startede Konrad en korsfarerorden kaldet Ordenen af Dobrzyń (eller Dobrin) i 1220. Korsfarerordene var imidlertid ikke særlig heldig i sin virksomhed, og Konrad's kampagne mod preusserne blev modsvaret af invasioner af Culmerland (Chełmno Land), der hørte til hans hertugdømme. Under indtryk af de vedvarende preussiske angreb ønskede Konrad at stabilisrre nordgrænsen af Hertugdømmet Masovien i grænsestridighederne om Chełmno Land. Masovien var først blevet erobret i 10. århundrede og havde fortsat en stor preussisk, jotvingiansk og litauisk befolkning i disse områder, der savnede afklarede grænser. Hans militære svaghed fik Konrad til at invitere den Tyske Orden til at komme til Preussen.

### Tyske Orden
De nordiske korstog skaffede grundlag for vækst og fremgang for den Tyske Orden, omfattende riddere og som var blevet til i Palæstina i slutningen af det 12. århundrede. Som følge af den islamiske fremgang i det Hellige Land søgte ordenen nye missioner i Europa. Hertug Konrad I af Masovien i det vestlige Polen anmodede ridderne om at forsvare hans grænser og underkue de hedenske preussere i 1226. Efter underkuelsen af preusserne kæmpede ridderne imod Polen og Det litauiske Storfyrstendømme.
Da de liviske riddere led nederlag til litauerne i Slaget ved Saule i 1236, hvilket faldt sammen med en række opstande i Estland, blev Den Liviske Orden indlemmet som en gren af den Tyske Orden, hvorved den kunne udøve politisk kontrol over store dele af det baltiske område. Den Tyske Orden mislykkedes i sine bestræbelser på at vinde over og underkue det hedenske Litauen, som officielt antog kristendommen i 1386 ved ægteskabet mellem storfyrste Jogaila og den 11-årige dronning Jadwiga af Poland.
Den Tyske Ordens bestræbelser på at overvinde de ortodokse russere (i særdeleshed republikkerne Pskov og Novgorod), hvilke skete på opfordring fra pave Gregor 9., kan også regnes til de nordiske korstog. Et af de største nederlag i denne strid var Slaget på isen i 1242. Med eller uden pavens velsignelse foretog også Sverige adskillige korstog mod det ortodokse Novgorod.